# Karl Adolf von Graffenried
Karl Adolf von Graffenried, Rufname Adolf (* 24. Juli 1801 in Worb; † 11. Dezember 1859 in Bern) war ein Schweizer Maler und Architekt.

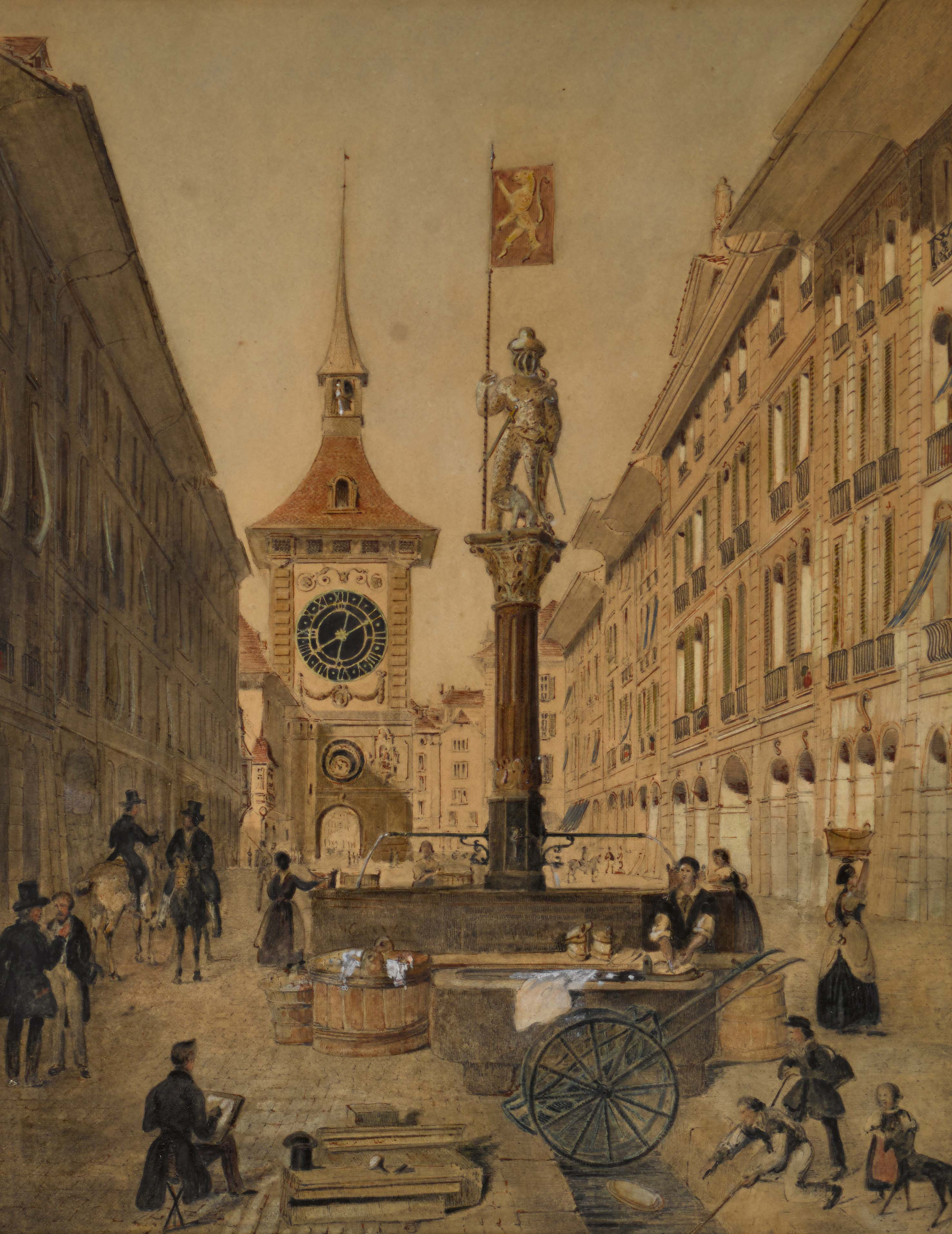
Ca. 1830. Kramgasse mit Zytgloggeturm und Zähringerbrunnen

## Leben und Werk
Karl Adolf von Graffenried war ein Sohn des Oberamtmanns von Konolfingen, Franz Ludwig von Graffenried (1766–1810). Seine Mutter war Rosina Margaritha, geborene von Tscharner. Sie heiratete zwei Jahre nach dem Tod ihres Ehemanns Sigmund Emanuel Hartmann. Die beiden waren Eltern des späteren Schriftsteller Alfred Hartmann.
Karl Adolf von Graffenried  studierte Architektur in Neuenburg. Anschliessend war er an der École nationale supérieure des beaux-arts in Paris  Schüler des Architekten Pierre-Jules Delespine (1756–1825). Ab 1822 war von Graffenried als Architekt und Architekturmaler tätig. Von 1830 bis 1835 hielt er sich in Italien auf, danach wieder in Paris. 1843 war er Mitherausgeber eines Tafelwerks über Schweizer Holzarchitektur.
Karl Adolf von Graffenried war der Besitzer des Inseli bei Scherzligen bei Thun sowie der Junkergasse 180 und der Junkergasse 181 in Bern.